# 호즈미정
호즈미정(일본어: 穂積町)은 일본 기후현 모토스군에 설치되었던 정이다. 2003년 5월 1일에 스나미정과 합병해 미즈호시가 되었다.

## 지리
기후 현 서부, 혼스 군의 남단에 위치한다. 노오 평야의 일부로 산은 없다.
동쪽 경계로 나가라강이 북에서 남으로 흐른다. 기타 11개 하천이 마을을 남북으로 관류한다. 예로부터 홍수에 시달려 五六輪中·五六輪中 등이 형성되었으나, 20세기 말에는 치수로 수해는 가라앉았다.
연평균기온은 15.5도, 1월평균 4.3도, 8월평균 27.5도, 연강수량은 1915mm(모두 1971년부터 2000년까지 평균)

## 역사
- 1897년 4월 1일 - 호즈미 촌, 벳푸 촌, 이나자토 촌이 합병하여 호즈미 촌이 성립하였다.
- 1948년 10월 1일 - 호즈미촌이 정으로 승격해 호즈미정이 되었다.
- 1954년 11월 3일 - 호즈미정, 혼덴촌, 우시키촌, 나마즈촌의 일부를 신설 합병해 새로운 호즈미정이 성립하였다.
- 2003년 4월 1일 - 스나미정과 합병해 미즈호시가 성립하였다. 동일 호즈미정은 폐지되었다.

## 행정

### 정장
1954년 11월 3일 합병에 의해 호즈미 정이 성립하자 구 호즈미 촌장 마쓰노 토모가 촌장 직무 집행자에 올랐다. 12월 11일에 촌장 선거가 집행되었지만, 마쓰노 토모의 무투표 당선이 되었다. 구 혼다 촌장과 구 우마키 촌장은 참여로 되어 있다.
1958년의 촌장 선거에서는 마쓰노 토모와 오다 토시요가 입후보했지만, 마츠노 토모가 압승했다. 그 후인 1962년, 1966년, 1970년의 촌장 선거에서는 마츠노 토모의 무투표 당선이 되었다[6].1966년에는 「6선 반대」였지만, 반상회나 마을 의회의 소리를 받아 입후보했다고 말하고 있다.
1974년의 촌장 선거에서도 장기간에 걸친 다선을 이유로 마쓰노 도모가 한 번 입후보를 사퇴했다. 그러나 중의원 의원 오노 아키라, 노다 묘이치와 기후현 지사 히라노 사부로, 기후현 의회 의원들이 반마쓰노를 내세워 호즈미정 조역을 옹립하자 남편이자 중의원 의원인 고타이의 뜻에 따라 마츠노 도모도 입후보했다.선거전 끝에 마츠노 토모가 당선되었다.이 후 마쓰노 토모(松野友)는 한동안 조역을 임명하지 않았다.
1978년의 촌장 선거에서는 건설 회사 사장에 대해 마쓰노 토모가 압승했다.
1982년의 촌장 선거에서는 보수계 무소속의 마쓰노 토모에 대해 일본 사회당이 니시오카 카즈나리를 옹립해, 호즈미 정장 선거에서 첫 보혁 일대일 대결이 되었다.1982년, 1986년과 큰 차이를 두고 마쓰노 토모가 당선되었다.
호즈미정 개발 공사의 부정 토지 거래의 책임을 지고 1990년 7월에 마츠노 토모가 사임해, 보수계가 옹립한 전 마을 총무 과장 마츠노 후미지와 부정을 추궁해 온 전 마을 의회 의원 니시오카 카즈나리가 선거전을 벌였다. 마쓰노 후미지는 1974년의 촌장 선거에서 마츠노 토모의 대립 후보에 올랐다고 여겨져, 같은 보수파라도 마쓰노 토모나 그 친족과 거리를 둔 후보로서 옹립되었다. 이것과 정내에서의 보수파의 근강함이 어우러져 마쓰노 후미지가 당선되었다. 투표율은 63.03%로 무풍선거였던 1958년 58.54%에 이어 낮았다. 보수계의 일부가 기권한 것이나 마을 밖 출신자가 귀성하고 있었던 것이 이유로 여겨진다.
1994년의 촌장 선거에서는 마쓰노 후미지가 건강상의 이유로 입후보하지 않기로 결정했다. 마쓰노 토모의 장남 마쓰노 유키노부와 마쓰노 후미지에 후계자로 지명된 후보가 입후보하고 접전 끝에 마츠노 유키노부가 당선되었다[17].투표율은 57.28%[17].
1998년의 촌장 선거에서는 마츠노 유키노부의 대립 후보는 나타나지 않고, 무투표 당선이 되었다.
2002년의 촌장 선거에서는 합병을 추진하는 마쓰노 유키노부와 합병을 비롯한 시정에 대해 주민에게 설명이나 청취가 부족하다고 호소하는 후보가 싸웠다[19][20].마츠노 유키노부가 당선되었지만, 투표율은 47.59%로 호즈미쵸장 선거에서 최저가 되어 유권자 총수에서 차지하는 득표수의 비율은 약 27%에 그쳤다.
이후 마쓰노 유키노부는 2003년 합병으로 출범한 미즈호시 시장 선거에 입후보하여 당선되어 2007년 시장 선거에서 패할 때까지 근무하였다
- 마쓰노 토모 : 1954년 11월 3일 - 1990년 7월 5일
- 마쓰노 후미지 : 1990년 8월 12일 - 1994년 8월 11일
- 마쓰노 유키노부 : 1994년 8월 12일 - 2003년 5월 1일

### 마을 외희
2003년 시점의 의원 정수는 20명이었다.
1954년 11월 합병 직후에는 구 정촌의 의원을 그대로 이어받아 임기를 1955년 5월 31일까지 정수를 구 정촌의 의원 정수 합계인 48명으로 하였다[22].5월 12일 집행된 최초의 마을 의회 의원 선거에서는 정수를 지방 자치법에 근거해 22명으로 하고, 구 정촌역을 기초로 한 소선거구제를 도입해 인구비 등에 따라 배정했다.
소선거구제고로 1971년까지의 마을 의회 의원 선거에서는 보수계 무소속 후보자밖에 없었다[24].1974년 촌장 선거 후 의회의 감시 기능을 높이기 위해 대선거구제로 전환되었으나 1975년 마을의회 의원 선거가 실시되었을 뿐 1978년 다시 소선거구제로 변경되었다. 1979년부터 1990년에 걸쳐 주민에 의한 소선거구제 철폐를 요구하는 직접 청구가 5회 행해졌으나, 모두 마을 의회에서 부결되었다. 그 후 마쓰노 후미지 촌장 밑에서 선거구 개정이 이루어졌다. 스나미정과와 합병 후의 미즈호시 의회 의원 선거는 대선거구제로 행해지고 있다.
의원 정수는 1998년에 22명에서 20명으로 삭감되었다. 16명에 대한 삭감을 요구하는 직접 청구를 계기로 심의가 이루어져 별도로 현행 유지를 요구하는 청원이 나오는 가운데 결정되었다.

### 직원
2002년 시점의 직원수는 253명이었다.

### 소방
1970년 2월 5일 새벽에 나고야 방적호즈미 공장에서 불이 나 공장 1동이 소실되었다. 이 화재등을 계기로 1972년부터 소방 사무를 기후시 소방 본부에 위탁하고 있었다.
2003년 스나미 정과의 합병 후에도 구 호즈미 정역은 기후시 소방본부로의 위탁, 구 스미나미 정역은 혼스 소방사무조합의 관할로 하고 있었지만 2008년에 미즈호 시 전역을 기후시 소방본부로의 위탁으로 했다.

## 경제
원래는 벼농사 위주의 농촌 마을로 2000년에는 면적의 31%가 농지였다. 기후시, 오가키시와 가깝고 두 시에 대한 철도·도로 교통편이 좋아 1960년대부터 통근자들의 주택이 계속 증가하였다. 마을의 상공업도 발달했다
산업별 취업인구
| 산업                         | 1980년 | 2000년 |
| 11139\|17693                 |        |        |
| ---------------------------- | ------ | ------ |
| 제1차 산업                   | 479    | 247    |
| 농업                         | 471    | 245    |
| 임업                         | 7      | 2      |
| 어업                         | 1      | 0      |
| 2차산업                      | 5106   | 6576   |
| 광업                         | 42     | 19     |
| 건설업                       | 1084   | 1980   |
| 제조업                       | 3980   | 4577   |
| 제3차 산업                   | 5551   | 10860  |
| 전기·가스·열공급·수도업      | 56     | 59     |
| 운수·통신업                  | 707    | 1221   |
| 도매소매음식점               | 2276   | 3916   |
| 금융·보험업                  | 305    | 555    |
| 부동산업                     | 53     | 128    |
| 서비스업                     | 1690   | 4445   |
| 공무 (다른 분류되지 않는 것) | 464    | 536    |
| 분류 불능의 산업             | 3      | 10     |

## 교통

### 철도
- 도카이 여객철도 도카이도 본선
- 다루미 철도 다루미 선

### 도로
- 국도 제21호선

## 참고 문헌
- 角川日本地名大辞典編纂委員会,『角川日本地名大辞典 21 岐阜県』1980, 角川書店